# Brigels Hörner
Brigels Hörner är en bergstopp i Schweiz.   Den ligger i regionen Surselva och kantonen Graubünden, i den östra delen av landet, 120 km öster om huvudstaden Bern. Toppen på Brigels Hörner är 3 252 meter över havet, eller 447 meter över den omgivande terrängen. Bredden vid basen är 2,7 km.
Terrängen runt Brigels Hörner är huvudsakligen mycket bergig. Närmaste större samhälle är Ilanz, 17,6 km öster om Brigels Hörner. 
Trakten runt Brigels Hörner består i huvudsak av gräsmarker. Runt Brigels Hörner är det glesbefolkat, med 12 invånare per kvadratkilometer.